# Kateřina Kristelová
Kateřina Kristelová (rozená Blažková, * 21. listopadu 1979 Radenín) je česká moderátorka.

## Život
Narodila se v Radeníně, v dětství se s rodiči přestěhovala do Prahy. Jako dítě byla členkou Dismanova dětského rozhlasového sboru. V dětství také vyhrála na táboře Miss tábora Kounice. Navštěvovala základní jazykovou školu Omská se zaměřením na angličtinu. Po absolvování všeobecného gymnázia studovala andragogiku na Univerzitě Jana Amose Komenského v Praze.
Profesionální moderátorskou kariéru zahájila v pořadu Hit (později T-music) televize Prima a následně spoluprací s Českou televizí. Společně s Jiřím Kornem v roce 2007 moderovala národní kolo soutěže Eurovision Song Contest a následně byla českou komentátorkou finále z Finska. Byla moderátorkou hudebního televizního programu Óčko a internetové televize Stream.cz.
V roce 2008 vyhrála první ročník soutěže o nejkrásnější nohy v ČR.
Jejím manželem byl hokejista Martin Tůma, se kterým má dceru Claudii (* 2010). Během manželství dále používala příjmení Kristelová a v úředním styku pak příjmení Tůmová Kristelová. V roce 2013 byl jejím partnerem Kazma Kazmitch, s nímž se v prosinci 2013 rozešla. Od roku 2017 byla ve vztahu s bývalým fotbalistou Tomášem Řepkou.
V srpnu 2018 byla společně se svým partnerem Řepkou souzena za podání falešných erotických inzerátů se jménem exmanželky Tomáše Řepky, Vlaďky Erbové. Kateřina Kristelová byla v této kauze nepravomocně odsouzena k peněžní pokutě 50 000 Kč. Po odvolání obžalovaných se kauza dostala ke Krajskému soudu v Brně, který zrušil verdikt Městského soudu v Brně. V listopadu 2018 odvolací soud v Brně Řepkovi trest změnil na 300 hodin obecně prospěšných prací a Kristelové na tři měsíce odnětí svobody s podmínkou na jeden rok.
Na jaře 2023 si Tomáše Řepku vzala.